# Jean Amrouche
Jean el Mouhouv Amrouche (7. března 1906 – 16. dubna 1962) byl alžírský francouzsky píšící spisovatel, básník a novinář.

## Životopis
Narodil se 7. března roku 1906 v obci Ighil Ali v Alžírsku do římskokatolické rodiny. Již jako mladý emigroval společně se svou rodinou do sousedního Tuniska. Studoval na střední škole Alaoui a později na cole Normale Superieure de Saint-Cloud. V Tunisku ho proslavil básník Armand Guibert, který vydal jeho dvě básnické sbírky – Cendres  (v roce 1934)  a  Étoile secrète (v roce 1937). V té době také psal básně do tuniských časopisů a přednášel v Cercle de l'Essor v Tunisu. Několik let navštěvoval se svým přítelem Guibertem řadu evropských zemí. 
Byl starším bratrem spisovatele Taose Amroucheho. Oba byli synové Fadhma Aït Mansoura, autora knihy Historie mého života. Stejně jako členové jeho rodiny, byl katolík.
Zemřel dne 16. dubna 1962 ve svém domě v Paříži. Je pohřben v Sargé-sur-Braye v Loir-et-Cher.